# Tony Cetinski
Anthony Cetinski, detto Tony (Pula, 31 maggio 1969), è un cantante croato.
Ha partecipato all'Eurovision Song Contest 1994, in rappresentanza della Croazia con il brano Nek' ti bude ljubav sva.

## Discografia
- 1990 - Samo srce ne laže
- 1992 - Ljubomora I
- 1993 - Ljubomora II
- 1995 - Ljubav i bol
- 1996 - Prah i pepeo
- 1998 - A1
- 2000 - Triptonyc
- 2003 - A sada...
- 2005 - Budi uz mene
- 2008 - Ako to se zove ljubav
- 2010 - Da Capo
- 2011 - Best of Tony Cetinski
- 2012 - Opet si pobijedila
- 2018 - Kao U Snu